# 伊塔年杜
伊塔年杜是巴西米纳斯吉拉斯州的一个市镇。总面积143.938平方公里，总人口14395人，人口密度100人/平方公里。